# 魏氏 (王椿妻)
魏氏，北魏、东魏女性人物，出身钜鹿魏氏，魏悦的次女，王椿的妻子。
魏氏明理通达有远大节操，通晓前代故实言论前言。随丈夫在华州，她哥哥魏子建在洛阳患病，塔闻讯星夜驰赴洛阳，面容受到损害，亲族们都赞叹她。尔朱荣妻北乡郡长公主对她非常礼敬。永安年间，魏孝庄帝下诏封她为南和县君。虽然家中财富丰饶，她也不以奢华打扮为意。抚养哥哥的儿子魏收（《魏书》作者），情同己子。帮助接济亲戚，能做到周全满意。王椿一生保全名位，魏氏是出了力的。东魏元象年间去世，赠钜鹿郡君。